# Малагути, Фаустино
Фаусти́но Джови́та Мариа́но Малагу́ти (фр. Faustino Malaguti, итал. Faustino Malaguti; 15 февраля 1802, Креспеллано, Эмилия-Романья — 26 апреля 1878, Рен, Иль и Вилен, Франция) — французский химик, педагог, профессор, доктор наук.

## Биография
Итальянец по происхождению. На родине работал фармацевтом. В молодости участвовал в патриотическом движении и поэтому, после восстаний 1830—1831 годов, был сослан во Францию.
Поступил в лабораторию Гей-Люссака в Париже. Позже работал химиком на севрскую фарфоровую мануфактуру. В 1840 году стал натурализованным гражданином Франции.
Получил докторскую степень. Был с 1842 года профессором и ректором Реннского университета.
Ф. Малагутти исследовал некоторые соединения вольфрама и урана, изучал металептическое действие хлора на сложные эфиры, особенно важны исторически его работы по изучению случаев химического равновесия при взаимодействии солей в водных растворах, когда одна или обе соли растворимы, причём им в 1857 году, как и Гладстоном в 1855 году на других примерах, было доказано существование предела обменного разложения солей в растворах.
Помимо многочисленных сугубо научных заслуг, ему следует также приписать применение химических исследований к сельскому хозяйству. Лекции Малагути по агрохимии были настолько высоко ценимы, что их субсидировало Министерство сельского хозяйства и продовольствия Франции.
Кроме того он напечатал ряд научных трудов:
- «Leçons de chimie agricole» (1848);
- «Recherches sur l’association de l’argent aux minéraux metalliques» (вместе с Дюроше);
- «Analyse annuelle des cours de chimie agricole professés à Rennes de 1852 à 1855»;
- «Leçons élémentaires de chimie» (1853);
- «Cours de chimie agricole» (1864);
- «Notions préliminaires de chimie» (1867—1868, вместе с Фабром) и др.